# Syllis nigra
Syllis nigra är en ringmaskart som beskrevs av Augener 1925. Syllis nigra ingår i släktet Syllis och familjen Syllidae. Inga underarter finns listade i Catalogue of Life.